# Катеринославська кіннота
Катеринославська кіннота — територіальне кавалерійське військове з'єднання Російської армії, складене з восьми (згодом дев'яти) полків, призначена у взаємодії з Українською кіннотою для охорони та оборони Дніпровської оборонної лінії та поселень Новоросії, від османів, перекопських та кримських татар.
Особовий склад Катеринославської кінноти комплектувався жителями Новоросії та Малоросії, а кожен полк був 6-ти ескадронним складом і мав штаб. Нижні чини, що служили в цих полках, порівняно з іншими військами збройних сил Росії, мали значну перевагу: термін служби для них був лише 15-ти річний, а хто залишався на надстрокову службу нагороджувалися особливою золотою та срібною медалями.

## Історія
Катеринославська кіннота була утворена 28 червня 1783 року князем Григорієм Потьомкіним з восьми поселених гусарських та пікінерних полків, переформованих у легкокінні, та Катеринославського кірасирського полку.
25 січня 1788 року у всіх легкоконних полках були засновані команди кінно-єгерів по 65 осіб. Така сама команда існувала і в період з 31 січня 1788 по 27 вересня 1789 року при Катеринославському кірасирському полку.
Об'єднання ліквідоване 2 червня 1796 року (в іншому джерелі зазначено 29 листопада 1796 року) в період правління імператора Павла І. При цьому чотири полки були розформовані, і їх особовий склад пішов на доукомплектування польових полків, шість перейменовані в гусарські, а один у кірасирський.

## Склад
- Олександрійський легкокінний полк, сформований з Македонського та Далматського гусарських полків;
- Херсонський легкокінний полк, сформований з Угорського та Молдавського гусарських полків;
- Ольвіопольський легкокінний полк, сформований із Сербського та Болгарського гусарських полків;
- Константиноградський легкокінний полк, сформований з Ілірійского та Волоського гусарських полків;
- Павлоградський легкокінний полк, сформований з Дніпровського та Катеринославського пікінерних полків;
- Маріупольський легкокінний полк, сформований із Луганського та Полтавського пікінерних полків;
- Єлисаветградський легкіконний полк, сформований з Херсонського та Єлисаветградського пікінерних полків;
- Таврійський легкокінний полк, перейменований із Слов'янського гусарського полку ;
- Катеринославський кірасирський полк;
- Полтавський легкокінний полк (з 1786 року), сформований із Малоросійського та Полтавського козацьких полків.

## Озброєння та амуніція
Озброєння та амуніція військовослужбовця легкоконного полку Катеринославської кінноти складали:
- карабін;
- пістолети;
- шабля в металевих піхвах;
- кожана ташка.

## Однострій
Однострій військовослужбовця легкоконного полку Катеринославської кінноти складалося з:
- синьої сукняної куртки з червоним коміром, обшлагами та лацканами;
- червоних шароварів, обшитих внизу шкіряними крагами;
- пояркової каски з білим плюмажем.

Колір полкового строю: всі металеві частини, погони, аксельбанти, плюмаж, на касці, були білого кольору.